# Antonio Tabet
Antonio Pedro Osório Tabet (Rio de Janeiro, 26 de junho de 1974) é um ator, publicitário, roteirista e humorista brasileiro.
Com origens luso-libanesas, Tabet é um dos criadores dos canais Desimpedidos e Porta dos Fundos, comanda o talk show Show do Kibe no canal TBS, possuía um quadro no programa Caldeirão do Huck da Rede Globo e criou o blog de humor Kibe Loco. Além disso, Tabet foi vice-presidente de comunicação no Clube de Regatas do Flamengo entre 2015 e 2017.
Foi considerado uma das 100 pessoas mais influentes do Brasil pela revista IstoÉ e um dos 15 brasileiros mais influentes na internet pela revista GQ.

## Carreira

### Criação do blog Kibe Loco
Em 2002, então funcionário do departamento de marketing da Icatu Hartford Seguros, Antonio costumava enviar piadas e fotomontagens por e-mail aos companheiros de trabalho. Monitorado pelo departamento de TI da empresa, Antonio decidiu armazenar todo conteúdo enviado anteriormente por e-mail em uma página na internet.
Nascia então o blog Kibe Loco, mesmo nome utilizado por Antonio na coluna produzida por ele, iniciada em 1996, durante a faculdade.
Em 2007, o acesso diário do site cresceu para cento e oitenta mil. No mesmo ano, Antonio ganhou  o prêmio de melhor blog da revista Info Exame. O blog Kibe Loco passou então a ser hospedado na Globo.com.
Por postar material em seu blog sem dar os devidos créditos aos autores Tabet já foi acusado de plágio por diversas vezes, fato que teria levado à origem da gíria kibador, um sinônimo para quem veicula material criado por outros sem sequer citar as fontes.
Formou-se no ano de 1994 na faculdade de Comunicação Social com ênfase em Publicidade e Propaganda da Universidade Federal do Rio de Janeiro (UFRJ).

### Roteirista, aparição na televisão
Devido ao sucesso do blog Kibe Loco, Antonio passou a dedicar-se exclusivamente ao blog em 2005. Com uma audiência média diária de 100 mil visitantes, Antonio foi contratado pela Rede Globo como roteirista de um quadro no programa Caldeirão do Huck, apresentado por Luciano Huck e do qual era redator.
No ano de 2007, Antonio se tornou roteirista do programa. No mesmo ano, Antonio foi votado como uma das 100 pessoas mais influentes do Brasil. Em 2009, Antonio foi promovido a Consultor Artístico do Caldeirão do Huck e participou da Oficina de Humor da emissora.

### Porta dos Fundos
Em 2011, em conjunto com o diretor e amigo Ian SBF, decidiram criar um canal de vídeos para exibição na internet. Para a equipe inicial, chamaram também os atores e roteiristas Gregório Duvivier, Fábio Porchat e o publicitário João Vicente de Castro. Em 2012, em parceria com o site Kibe Loco, fundaram a produtora de vídeos de comédia veiculados na internet Porta dos Fundos.
No dia 08 de Março de 2025, anunciou a saída do Porta dos Fundos, em conjunto com Ian SBF e o canal Paramount da empresa. Foi feita uma publicação nas redes sociais do Porta dos Fundos, celebrando os 13 anos de contribuição dos sócios.

## Televisão
Tabet estreiou em 2015 o Show do Kibe, um programa de humor do canal TBS em formato de talk show onde os entrevistados, também humoristas, dão depoimentos sem saber que estão sendo gravados. 
- Episódio 1 - Marco Luque
- Episódio 2 - Rafinha Bastos
- Episódio 3 - Dani Calabresa

Em 2023, fez sua estreia na teledramaturgia interpretando o personagem Fagundes na novela Elas por Elas, da Rede Globo.

## Cinema
- Superpai - personagem Cézar. (2015)[19][20][21][22]
- BO - Boletim de Ocorrência - personagem Toscano. (2015)[23][24][25]
- Tamo Junto (2015)
- Divã a 2- (2015)
- Operações Especiais - (2015)
- Procurando Dory - a voz do polvo Hank (2016)[26]
- Contrato Vitalício - (2016)
- Festa da Salsicha - a voz do personagem Chiclete (2016)
- Exterminadores do Além Contra a Loira do Banheiro - personagem Professor Ricardo (2018)
- Se Beber, Não Ceie - Tomé (2018)
- Toy Story 4 - a voz do personagem Coelhinho (2019)
- A Primeira Tentação de Cristo - Deus (2019)
- Detetive Madeinusa (2021) Amazon Prime Video[27]
- O Palestrante - Josué (2022)[28]

## Livros
- Humor Vermelho (2010)
- Porta dos Fundos (2013)

## Internet
| Ano           | Título           | Cargo                          |
| ------------- | ---------------- | ------------------------------ |
| 2002–presente | Kibe Loco        | Criador / Diretor / Roteirista |
| 2012–2025     | Porta dos Fundos | Criador / Ator / Roteirista    |
| 2013          | Desimpedidos     | Sócio                          |
| 2018-2022     | MyNewsTV         | Co-fundador / Apresentador     |
| 2024-presente | Alt Tabet        | Apresentador                   |